# Juventudes Revolucionarias Catalanas
Las Juventudes Revolucionarias Catalanas (JRC) fue un grupo político español de ideología izquierda independentista catalana. Fue creado en junio de 1972 a la manera de Juventudes del Partido Socialista de Liberación Nacional de los Países Catalanes. Con ese objeto se publica el opúsculo maoísta Pequeño Libro Rojo del Estudiante. Su boletín tenía el nombre de Jóvenes en Lucha.

## Historia
En mayo de 1976 ingresa a la Asamblea de Cataluña y participa en la Mesa de Fuerzas Políticas Juveniles de Cataluña. También se hermana con el grupo vasco Euskadiko Gaztedi Abertzaleen Mugimendua (EGAM).
Cuando en 1979 el PSAN-P se integró en Independentistas de los Países Catalanes, también lo hicieron las Juventudes Revolucionarias Catalanas. Más tarde también se integraron en el Moviment de Defensa de la Terra.